# Bomber Crew
『Bomber Crew』（ボンバークルー）はイギリスの独立系ゲームスタジオであるRunner Duckによって開発されたリアルタイムストラテジー・シミュレーションジャンルのゲーム。Windows、Mac OS X、Linuxに加えNintendo Switchに対応している。2017年10月19日に発売された。海外では2018年7月にPlayStation 4、Xbox One、Nintendo Switch版が売り出されていたが、2019年6月6日に日本でもSwitch版が発売開始された。
2017年12月にはBomber Crew Secret Weaponsが、2018年10月にはBomber Crew: USAAFと、二つのダウンロードコンテンツが発表されている。
2020年6月14日にオンラインで開催されたFuture Game Show（英語版）においてシリーズの新作となるSpace Crewが同年9月に配信予定であることが発表された。

## ゲーム内容
イギリス軍の爆撃機（アブロ ランカスター）のクルーを組織し、第二次世界大戦中の対独爆撃や偵察といった任務を遂行していくゲームで、装備の強化や敵エース・パイロットの出現などの変化が用意されている。また、墜落や怪我で一度戦死となった乗組員は再び使うことはできないパーマデス形式が取られている。
Bomber Crew: USAAFでは操縦する機体がアメリカ陸軍航空軍のB-17 (航空機)となるとともに、戦域も北アフリカ戦線と変わる。